# Ba'athisme

De vlag van de Ba'ath Partij.

Ba'athisme of Baathisme (van het Arabische: البعث Al-Ba'ath of Ba'ath wat "renaissance" of "verrijzenis" betekent) is een Arabisch-nationalistische ideologie die staat voor de ontwikkeling en het creëren van een verenigde Arabische staat onder leiding van een voorhoedepartij met een progressieve revolutionaire regering. De ideologie is officieel gebaseerd op de theorieën van Zaki al-Arsuzi (volgens de pro-Syrische Ba'ath-beweging), Michel Aflaq en Salah al-Din al-Bitar. Ofschoon men streeft naar een seculier Arabische staat oefende met name Aflaq scherpe kritiek uit op het atheïsme. Islam en christendom worden gewaardeerd voor hun aandeel aan de Arabische beschaving. 
In twee staten heeft Ba'athisme daadwerkelijk de macht gekregen, in de eenpartijstaat Irak van 1968 tot de Amerikaanse invasie in 2003 en in Syrië heeft de Ba'ath-partij de meerderheid van de zetels gehad van 1963 tot 2024. Ba'athisten verwerpen het sektarisme en rekruteerden met name in de beginjaren haar leden onder religieuze minderheden (In Irak voornamelijk onder soennieten en in Syrië onder een breed scala aan kleinere islamitische groeperingen, zoals de alawieten, maar ook onder christenen). Mede hierdoor wordt het seculiere Ba'ath-regime in Syrië door leden van religieuze minderheden geprefereerd boven een religieuze staat of een staat waarin soennitische islam domineert. Dit houdt echter niet direct in dat aanhangers van religieuze minderheden direct ook een groot enthousiasme voor het regime aan de dag leggen.
Voor bevolkingsgroepen die zichzelf als niet-Arabisch beschouwen en naar onafhankelijkheid streven is binnen een Ba'athistische samenleving geen ruimte: Assyriërs, Koerden, Turkse en Perzische minderheden worden vervolgd en moeten zich gedwongen assimileren. Joden worden op twee fronten gediscrimineerd: ze zien zichzelf niet als Arabieren en steunen Israël. De houding ten opzichte van joden leidt in de regel tot antisemitisme. 
Het socialistische pan-arabisme, ontwikkeld door de Egyptische president Gamal Abdel Nasser (1918-1970), onderscheidt zich eigenlijk niet zoveel van het Ba'athisme en streeft eveneens naar een samengaan van de Arabische landen. Om die reden streven Arabische socialisten evenals Ba'athisten naar de vernietiging van de staat Israël. 

## Verwijzingen
1. ↑  (en) Ba‘ath Party. Britannica (2 december 2024).